# Esposizione nazionale italiana di belle arti del 1872
La Seconda Esposizione nazionale di Belle Arti fu una mostra di pittura e scultura che si svolse a Milano fra il 26 agosto e il 7 ottobre 1872.

## Storia
Promossa e organizzata dalla Regia Accademia di Brera, raccolse opere di artisti italiani e seguì la Prima Esposizione che si era tenuta a Firenze nel 1861, subito dopo l'Unità d'Italia, e quella di Parma del 1870 durante la venne discussa l'istituzione di esposizioni artistiche nazionali da tenersi con cadenza biennale. All'Esposizione milanese del 1872 seguirono le esposizioni artistiche di Napoli del 1877 e di Torino nel 1880. L'inaugurazione si tenne il 26 agosto 1872 con la presenza di Vittorio Emanuele II re d'Italia.

## Descrizione
Il comitato esecutivo era formato da eminenti personalità della cultura italiana e milanese: presidente fu eletto il conte Carlo Barbiano di Belgioioso; vicepresidente il conte Gilberto Borromeo; segretari lo storico dell'arte Giuseppe Mongeri, il pittore Luigi Bisi, l'architetto Camillo Boito, i pittori Antonio Caimi, Eleuterio Pagliano e Francesco Hayez, il nobile Gian Giacomo Poldi Pezzoli e lo scultore Giovanni Strazza.
Nel corso della mostra vennero esposte 1 042 opere, di cui 765 di pittura, 184 di scultura e 93 di architettura, disegno e incisione; gli artisti espositori furono 458, principalmente provenienti dalle province lombarde (235) e napoletane (58). I visitatori furono contati in 50 020.